# St. Johannes der Täufer (Unterhohenried)

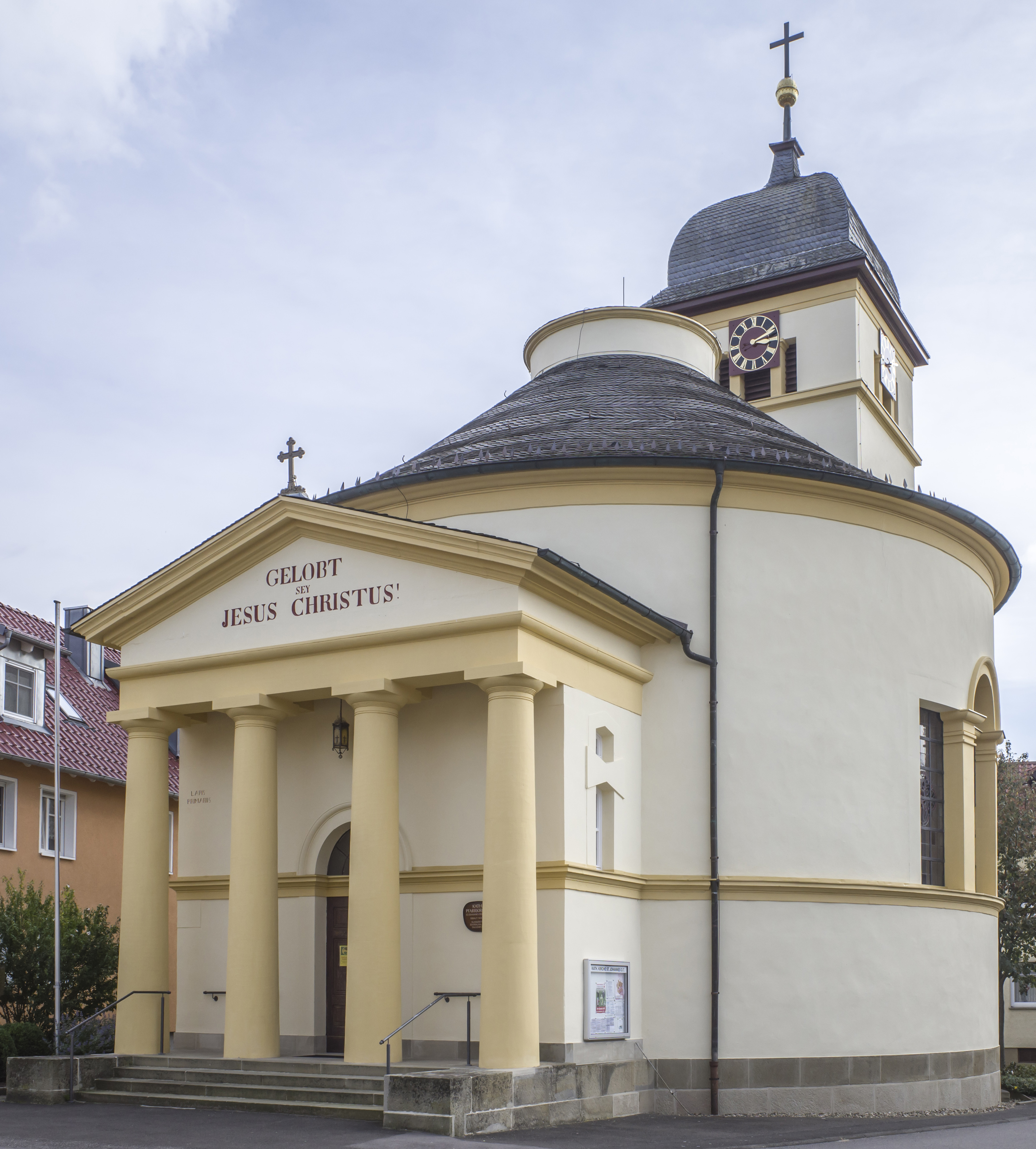
St. Johannes der Täufer (Unterhohenried)

Die römisch-katholische Pfarrkirche St. Johannes der Täufer steht in Unterhohenried, einem Gemeindeteil der Kreisstadt Haßfurt im unterfränkischen Landkreis Haßberge in Bayern. Anfang des 19. Jahrhunderts erhielt das denkmalgeschützte Bauwerk seine heutige Gestalt. Die Pfarrei gehört zur Pfarreiengemeinschaft St. Kilian (Haßfurt) im Dekanat Haßberge des Bistums Würzburg.

## Beschreibung
Der klassizistische Zentralbau wurde zwischen 1813 und 1817 nach einem Entwurf von Peter Speeth errichtet. Er besteht aus einer Rotunde mit einem Kegeldach, mit einer Laterne bekrönt, einem Chorturm im Süden, der mit einer Art Zwiebelhaube bedeckt ist, und einer Ädikula im Norden, hinter der sich das Portal befindet. Die 1846 von Johann Kirchner gebaute Orgel hat 11 Register, ein Manual und ein Pedal.